# Вашингтон Дартс
«Вашингтон Дартс» (англ. Washington Darts) — бывший американский футбольный клуб, базировавшийся в Вашингтоне (округ Колумбия). Команда была членом Лиги американского футбола, а затем Североамериканской футбольной лиги.
В 1963 году футболисты из Вашингтона создали любительский клуб «Вашингтон Британника». В 1967 году команда получила профессиональный статус, когда присоединилась к Американской футбольной лиге. В конце 1969 года, после победы в двух сезонах подряд на чемпионате, «Дартс» покинули ASL ради присоединения к NASL. После 1971 года команда переехала в Майами, став «Майами Торос».